# Pompon Blanc Parfait
'Pompon Blanc Parfait' est un cultivar de rosier obtenu en 1876 par le rosiériste parisien Eugène Verdier. Toujours fort apprécié des amateurs de roses romantiques, il est très présent dans les catalogues.

## Description
Cet hybride de Rosa alba présente des grappes de petites fleurs (26-40 pétales) très doubles et très parfumées d'un blanc rosé devenant de plus en plus blanches en forme de pompons froissés. La floraison en juin n'est pas remontante,.
Son buisson compact au feuillage touffu et peu épineux peut s'élever à 150 cm. Il peut être aussi palissé en petit grimpant.
Sa zone de rusticité est de 4b à 9b ; il supporte donc les hivers très froids. Il tolère l'ombre.
Cette rose à l'apparence raffinée est un des meilleurs cultivars de roses en forme de pompons.